# 李仍光
李仍光（1948年—1998年6月9日），香港水喉匠，因在暴雨時嘗試拯救兩名男童而遇溺身亡。身故後被香港特別行政區政府追頒金英勇勳章，成為第一名被獲頒此榮譽者。

## 生平
李仍光生前是一名水喉工匠。

### 去世
1998年6月9日，香港天文台當日發出黑色暴雨警告。當日，男童施健強（時年9歲）與其兄施健泯（時年12歲）及某友人因為暴雨導致停課關係，到香港島鰂魚涌的鰂魚涌水塘公園附近行山看水。
當三人到達康景花園附近某引水道時，雨勢突然變大，而三人遂決定跳躍引水道後下山。施健強躍過引水道時失足滑倒，跌進引水道內。他兄上前搶救，卻被洪水沖落引水道，下滑至下游的集水區。
當時，李在某工程展開前到康景花園觀察。當李聽到求救聲，他即趕到引水道營救施氏兄弟。李踏著壆邊某鐵馬並成功營救施健強，但李在營救施健泯時因為失足而跌進引水道，並被洪水沖走。
由於消防人員懷疑李已被沖出維多利亞港，所以派遣消防船、蛙人及水警輪在北角海濱搜索。李的遺體最後於6月11日（事件發生兩日後）在尖沙咀天星碼頭對開海面被發現。
施健泯最後被消防員救出，但在送院22日後死亡。

## 榮譽
香港政府為表揚李仍光的英勇行為，於1998年6月12日宣布向李追頒金英勇勳章。授勳典禮於同年10月1日舉行，勳章由李的遣孀葉寶香代領。

## 後續
李仍光身故後，商業電台曾透過某慈善節目為李仍光的遺孀義賣籌款，並有人拿出其子女送給他的金牌以作拍賣，惟李的遺孀在收到捐款後因為超出資產上限而失去領取綜援的資格。
施氏兄弟的父親其後就李捨身救人一事到李氏家中道謝。
成功被李救出的施健強，其後成為廚師，但於2011年捲入一單風化案中。事件更被香港某些媒體機構報道。施的律師在求情時更披露，施被李救出後備受父親、校內同學和老師責備和排斥。施更因為其母親不想再提起痛苦的經歷而被要求停止接受心理輔導。